# Club Deportivo Morón

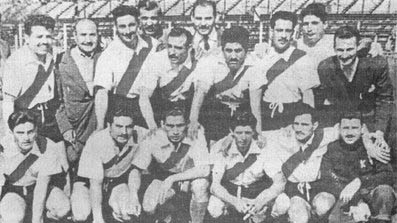
Team van 1955

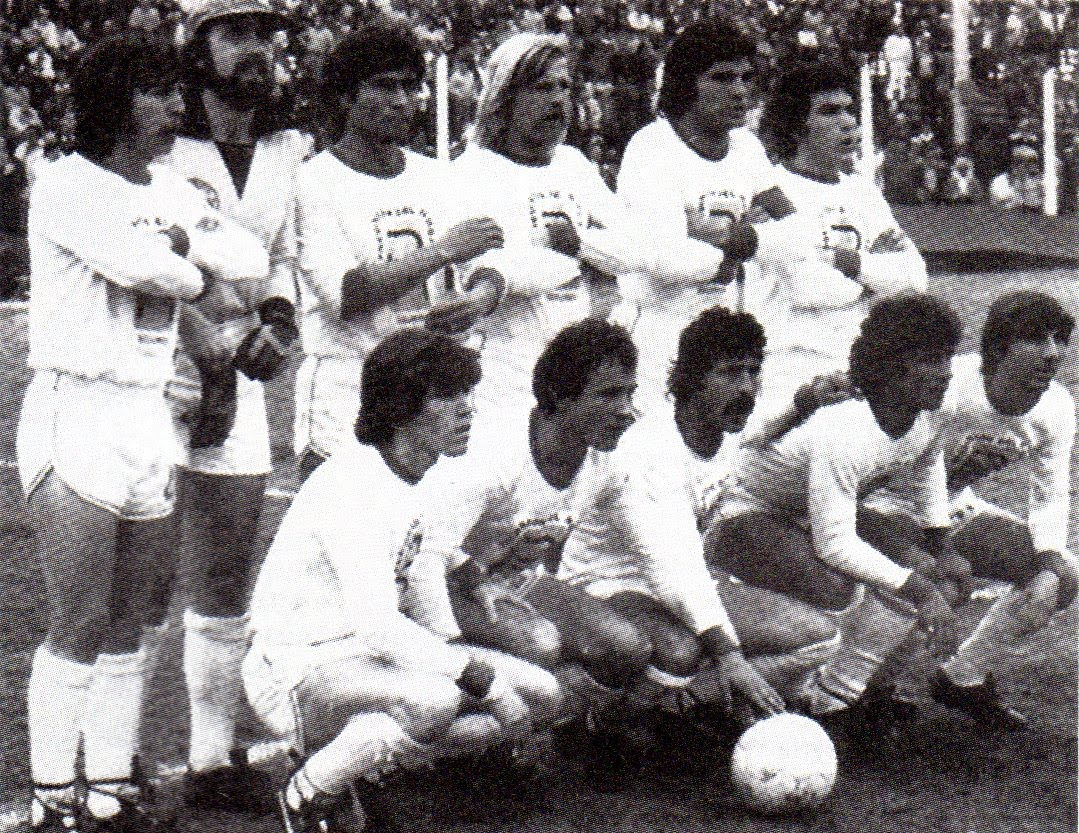
Kampioensteam van 1980

Deportivo Morón is een Argentijnse voetbalclub, opgericht in Morón, Buenos Aires, op 20 juni 1947.

## Erelijst
- Primera D (1955)
- Primera C (1959)
- Primera B (1970)
- Primera C (1980)
- Primera B (1989/1990)

## Bekende (oud-)spelers
- Norberto Pedro Arguissain
- Miguel Angel Colombatti
- Mariano Enrique Seccafien
- Carlos Silva